# Pomaks

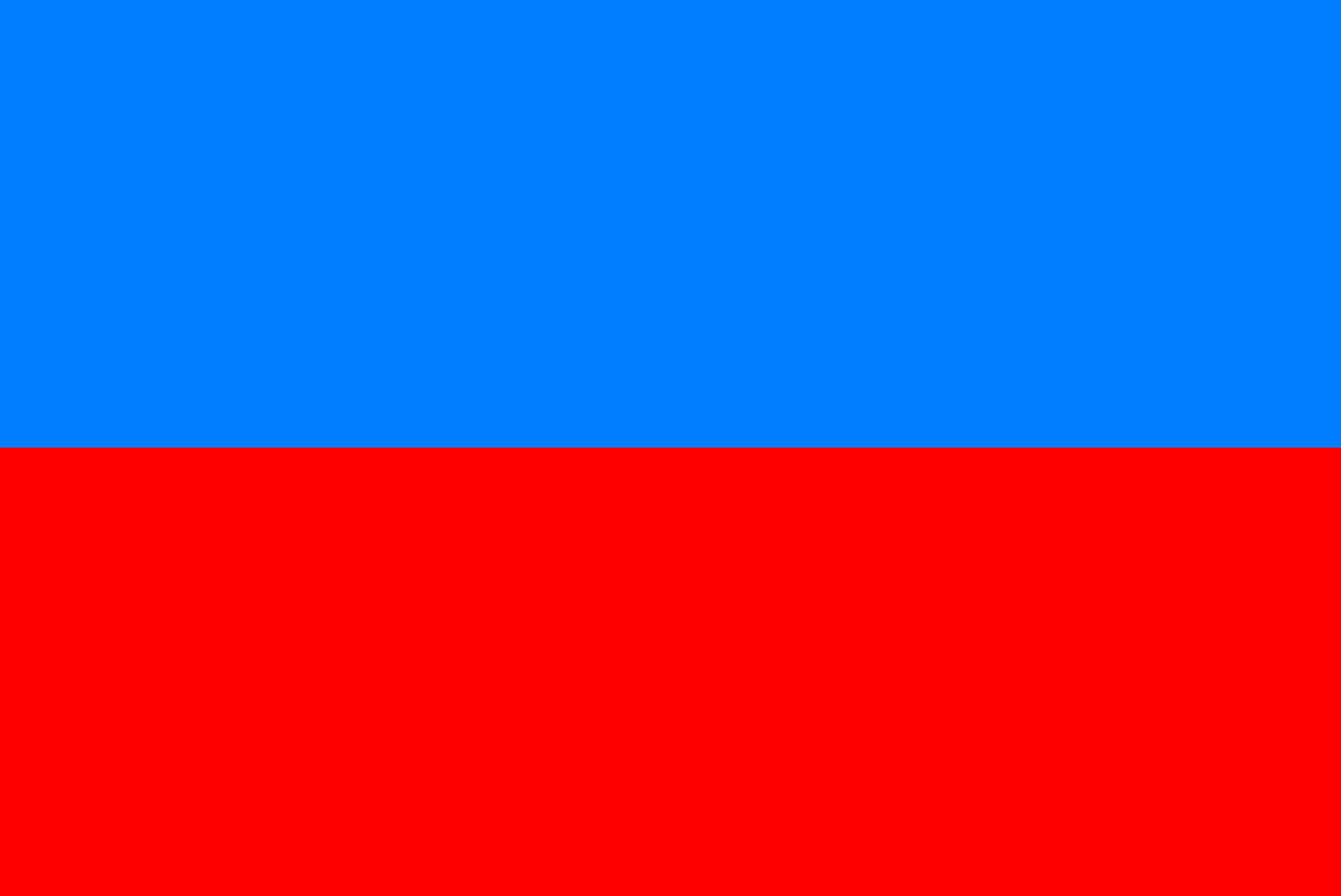
Le drapeau des Pomaques de Macédoine du Nord (Torbèches)

Les Pomaks ou Pomaques (en bulgare : Помаци, en  grec moderne : Πομάκοι et en turc : Pomaklar) est un terme utilisé pour désigner les Slaves musulmans, habitant en Bulgarie, dans le Nord-Est de la Grèce et le Nord-Ouest de la Turquie. Ce terme fait principalement référence au million de Bulgares musulmans vivant en Thrace, mais sert aussi à désigner les populations bulgares musulmanes en Macédoine du Nord, en Albanie et au Kosovo,. Leur langue est un dialecte bulgare et est appelée en Grèce et en Turquie le pomak.
L'origine des Pomaks peut différer selon les sources. Mais l'hypothèse quasi-officielle est qu'ils seraient des Bulgares,,,,, pour partie pauliciens (« Bogomiles ») dans le passé,, islamisés durant la période ottomane.
Officiellement, il n'y a pas de peuple connu sous l'ethnonyme Pomaks, car ce dernier représente avant tout une minorité religieuse au sein du peuple bulgare.

## Étymologie
Le nom "Pomak" apparait dans la langue bulgare dans la partie nord de la Bulgarie, dans les régions de Lovetch, Teteven, Lukovit et Byala Slatina, pour désigner les populations bulgares converties à l'islam sous la domination ottomane. Deux théories existent quant à l'origine du mot. La première est qu'il s'agirait de la contraction de l'expression "по-ямак" ("po-yamak", littéralement "plus qu'un Yemek (en)"). La deuxième théorie, qui est aussi la plus répandue, est que le terme viendrait des mots dialectaux "помáкан, омáкан, омáчен, помáчен" (pomákan, omákan, omátchen, pomátchen), qui signifient "tourmenté, torturé",.

## En Bulgarie
La question de la « bulgarité » des Pomaks hante depuis longtemps les débats touchant à l'identité nationale, tant des Bulgares eux-mêmes que des Turcs de Bulgarie : pour certains Bulgares, les Pomaks ne sont pas des Bulgares, car ceux-ci ne peuvent être que chrétiens ; pour d'autres, les Pomaks sont bien des Bulgares, forcés de renier leur foi et « hérités des crimes commis par l'Empire ottoman contre le peuple bulgare ». En fait la principale cause de conversion à l'islam des chrétiens des Balkans et d'Anatolie au fil des siècles est la charia appliquée dans l'Empire ottoman, aux termes de laquelle ils étaient soumis au haraç (double imposition sur les non-musulmans) et au devchirmé (enlèvement des garçons pour devenir des janissaires).
Dans les années 1970 et 1980, le régime communiste de Todor Jivkov a voulu effacer l'identité des Turcs de Bulgarie en les proclamant « Pomaks » et en les forçant à reprendre des prénoms et des patronymes « typiquement bulgares » ou à quitter le pays pour aller s'installer en Turquie.
Aujourd'hui, il existe un mouvement religieux chrétien-ultra-orthodoxe et nationaliste qui tente de convertir les Pomaks au christianisme.
Il existe des Pomaks qui s'orientent vers les protestants évangélistes, un courant religieux surtout apporté par des missionnaires américains, ou par des Pomaks convertis, car ils entretiennent des relations historiquement tendues avec les autres Bulgares orthodoxes, à cause des longues persécutions qu'ils ont subies depuis l'indépendance de la Bulgarie.

## En Grèce
Les Pomaques de Grèce sont musulmans, sunnites ou chiites (« bektaši »). Depuis le Traité de Lausanne (1923), l'État grec propose un enseignement primaire bilingue turc-grec à la minorité musulmane, suivi donc par les Pomaques, les Turcs et les Roms musulmans de Thrace occidentale. Parallèlement, les élèves suivent un enseignement religieux à la mosquée, en turc et en arabe. Aujourd'hui, la situation est diverse sur le plan linguistique : une minorité de Pomaques transmettent encore leur langue maternelle slave pomaque, qui est un dialecte bulgare du Sud-Ouest, et maîtrisent aussi le turc et le grec, alors qu'une grande partie transmet le turc comme langue première et apprend le grec comme deuxième langue. Leur principal centre culturel est la ville de Xánthi.
Selon le recensement de 2001, 36 000 personnes se sont déclarées comme Pomaks :
- 23 000 dans le nome de Xánthi (soit environ 22% de la population) ;
- 11 000 dans le nome de Rhodope (soit environ 10% de la population) ;
- 2000 dans le nome de l'Évros (soit environ 1% de la population).

Cependant, une part importante des 54 000 habitants s'étant déclarés comme Turcs (10 000 dans le nome de Xánthi, 42 000 dans le nome de Rhodope et 2000 dans le nome de l'Évros) seraient des Pomaks turquisés.
Selon l'Union nationale des Pomaks de Grèce, les Pomaks seraient au nombre de 80 000 en Thrace orientale. Ahmed Imam, le président de l'organisation à Xánthi a déclaré :
"En 2-3 mois nous pouvons apprendre à lire en bulgare, nous connaissons la grammaire, c'est notre langue maternelle."

## En Turquie
Les Pomaques de Turquie habitent principalement :
- en Thrace orientale, leur terroir d'origine ; leur nombre a augmenté après le Traité de Constantinople de 1913, aux termes duquel l'Empire ottoman récupéra sur la Bulgarie Andrinople, Kirk-Kilissé et Démotika : d'une part certains habitants bulgares chrétiens préférèrent devenir Pomaques et conserver leurs propriétés, d'autre part il y eut échange de population entre les autres Bulgares chrétiens, qui rejoignirent la Bulgarie, et des Pomaques du Rhodope venus s'installer là ;
- à Istanbul, de par l'exode vers les villes (Belgrad, le village bulgarophone le plus proche d'Istanbul, se trouvait à moins de quinze kilomètres de la ville) ;
- par diaspora à l'intérieur de la Turquie, en Anatolie, dans les villes de Çanakkale, Bursa, Balıkesir, Samsun et Ankara.

### Villages pomaques et frontière sensible
Jusqu'à la fin des années 1990, les départements frontaliers de Grèce, dont le nome de l'Évros dans lequel vivent beaucoup de Pomaques de Grèce, étaient sous surveillance militaire, en totalité ou en partie, en raison du « Rideau de fer » (la Grèce était dans l'OTAN, la Bulgarie dans le Pacte de Varsovie). Ce régime appelé en grec επιτηρούμενη ζώνη (epitirumeni zoni) « zone surveillée » suspendait en fait le droit commun des citoyens et de l'administration civile dans toute une série de domaines (résidence, citoyenneté, déplacement, possession de biens immobiliers...). Du côté bulgare, sous la dictature communiste, c'est dans tout le pays que le droit commun des citoyens était restreint, mais la zone frontalière avec la Grèce et la Turquie, où vivent les Pomaques de Bulgarie, était particulièrement surveillée, les musulmans étant en outre suspects de sympathie envers la Turquie, « État impérialiste » lui aussi membre de l'OTAN.

## Autres musulmans des Balkans
Dans plusieurs pays des Balkans, il reste des groupes ethniques musulmans slavophones auxquels diverses dénominations sont accolées : Torbèches en Macédoine du Nord, Goranes au Kosovo, Bosniaques en Bosnie-Herzégovine et dans les pays voisins. Beaucoup ont émigré en Turquie à la fin du XIXe siècle et au début du XXe siècle.